# Zagaj pri Ponikvi
Zagaj pri Ponikvi je naselje v Občini Šentjur.